# Лицей (Балашиха)
Государственное автономное общеобразовательное учреждение Московской области (ГАОУ МО «Балашихинский Лицей» городского округа Балашиха) — общеобразовательное учебное заведение государственного подчинения города Балашиха Московской области.

## История
Учебное заведение открыто в 1967 году как средняя школа № 5. Школа носила имя Героя Советского Союза генерала Д. М. Карбышева. В 1972 году в школе был создан музей Карбышева.
В 1991 году стала работать как школа-лицей физико-математического профиля, а в 1993-м как профильная школа МГТУ им. Н. Э. Баумана. В 1996 году получен статус лицея. В 2004 году балашихинский лицей победил в областном конкурсе «Лучшие школы Подмосковья-2004» в номинации «Возрождение лицейских традиций». В 2006 году лицей вошёл в число победителей конкурса школ, внедряющих инновационные образовательные программы. В областном конкурсе 2011 года лицей вошёл в десятку лучших школ Подмосковья.
В лицее работает учебно-методический центр МГТУ им. Баумана. Углублённо изучаются математика, физика и программирование.
Столовую лицея обслуживает МУП «Комбинат школьного питания». С 2013 года лицей участвует в пилотном проекте по модернизации пищеблока. Весной 2014 года лицей стал участником пилотного проекта по проведению уроков «Основы жилищно-коммунального хозяйства». Детям рассказывают о структуре коммунального комплекса и водят на экскурсии в котельные.
В 2014 году лицей вошёл в число победителей областного конкурса муниципальных общеобразовательных учреждений по показателям качества образования и получил грант губернатора Московской области в размере 500 тысяч рублей. В сентябре 2014 года лицей оказался среди 14 школ Московской области, вошедших в перечень 500 лучших школ России.
18 декабря 2014 года Балашихинский лицей посетила официальная делегация из китайского города Янчжоу. Было решено наладить сотрудничество между школами.

## Руководители
Первым директором школы стала в 1967 году отличник народного образования Мария Васильевна Шутенко. Многие учителя школы № 5 впоследствии стали руководителями образовательных учреждений округа. Это Галина Ивановна Патяко, Галина Петровна Карасёва, Виктория Николаевна Устинова. М. В. Шутенко возглавляла школу до 1979 года.
Затем более 30 лет школой, а впоследствии лицеем руководила заслуженный учитель России Галина Ивановна Патяко.
В 2010-м году директором стал бывший ученик лицея Дмитрий Вячеславович Белоусов. Он также является учителем информатики и ИКТ. Лауреат премии Президента РФ по поддержке талантливой молодежи. Награждён Почетной грамотой Министерства образования Московской области.

## Традиции
Ежегодно весной в Балашихинском лицее проводится «День науки и искусства». В этот день в лицее проходит научно-практическая конференция, на которой учащиеся представляют свои доклады и работы.
Осенью проводится «День лицея». В этот день проводится концерт, а восьмиклассники торжественно посвящаются в лицеисты. Кроме того, в лицее ежегодно проводится торжественное посвящение детей в первоклассники.
Также раньше существовала традиция проводить ежегодную акцию "Школа - второй дом", в ходе которой, ученики приходили в школу в домашней одежде в последний день обучения в 11 классе. К сожалению в последние годы эта традиция постепенно утрачивается.

## Проезд
От м. Новогиреево м/т № 110 до ост. «Ул. Терешковой» (Рынок СОПТА) — перейти через дорогу, от м. Партизанская авт.№ 337 до ост. «Ул. Терешковой» перейти через дорогу.